# Notre mariage
Notre mariage és una francoportuguesa dirigida per Valeria Sarmiento, coautora del guió amb Raúl Ruiz Pino, basat en una novel·la de Corín Tellado, i estrenada el 1984.

## Argument
Lola té set anys i la seva greu malaltia només es curarà si se sotmet a una operació cara. Lorenzo i Marcelina, una parella rica sense fills, s'ofereixen a pagar l'operació a canvi que després la hi doni en adopció. El seu pare, Salvador, accepta. Amb el pas dels anys Marcelina mor i li confessa a Lola que no són els veritables pares. Els pares de debò li demanen a Lola que torni amb ells, però ella li demana a Lorenzo que es casi amb ella.

## Repartiment
- Nadège Clair : Lola
- Nicolas Silberg : Lorenzo
- Jean-Pierre Teilhade : Salvador
- Maud Rayer : Marcelina

## Premis i reconeixements
Festival Internacional de Cinema de Sant Sebastià
| Any  | Categoria                                 | Pel·lícula    | Resultat  |
| ---- | ----------------------------------------- | ------------- | --------- |
| 1984 | Gran Premi Donostia per Nous Realitzadors | Notre mariage | Guanyador |